# Annales Paulini
Les Annales Paulini (ou Chroniques de Saint-Paul) est une chronique médiévale anglaise. La chronique aurait été rédigée par un chanoine de la cathédrale Saint-Paul de Londres. Comme elle couvre la période s'étendant de 1307 à 1341, il s'agit d'un document inestimable sur l'histoire du règne d'Édouard II. Adam Murimuth était un chanoine contemporain et originaire d'Oxford, insinuant ainsi l'auteur comme son ami.